# Regiment Konny Buławy Wielkiej Koronnej

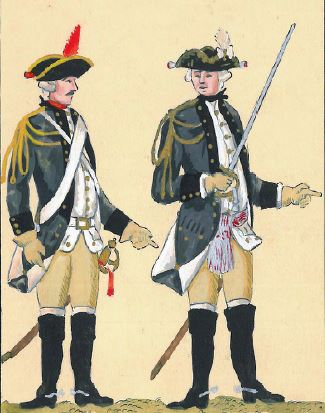
Żołnierze regimentu dragonów BWK w 1777

Regiment Konny Buławy Wielkiej Koronnej – oddział jazdy armii koronnej wojska I Rzeczypospolitej.

## Formowanie i zmiany organizacyjne
Sformowany z regimentu arkebuzjerów hetmana wielkiego koronnego Adama Mikołaja Sieniawskiego w 1717 roku uchwałą sejmu niemego jako regiment dragonii. Regiment otrzymał etat liczący 500 „porcji”, co stanowiło  343 osoby. Początkowo dragonia była rodzajem piechoty, której środkiem transportu były konie. W  drugiej połowie XVIII w była już traktowana jako kawaleria.
W 1770 roku liczył 13 oficerów, 28 podoficerów, 3 felczerów, 10 doboszy i 129 gemajnów. Jego etat został zreformowany w 1776 roku i początkowo przyjęto stan faktyczny w liczbie 213 „głów”.  W 1778 według etatu regiment liczył 257 żołnierzy i faktycznie tyle posiadał.
Na mocy uchwały sejmowej z 9 lutego 1789 roku przekształcającego regimenty dragońskie w pułki przedniej straży, hetman wielki koronny wraz z Komisją Wojskową Obojga Narodów 12 lutego 1789 roku  wydali rozkaz nakazujący szefowi pułku reorganizację dragonii i powiększenie chorągwi przedniej straży do 135 osób. W myśl tego rozkazu na bazie regimentu konnego Buławy Wielkiej Koronnej sformowany został 2 pułk przedniej straży Buławy Wielkiej Koronnej.

## Stanowiska
Regiment stacjonował w następujących regionach:
- ziemia lwowska
- województwo wołyńskie, bełskie, podlaskie, pomorskie (1717)
- Lubomla.

## Żołnierze regimentu
Szefowie regimentu
Szefem regimentu zgodnie z tradycją był każdorazowy hetman wielki koronny (stąd nazwa regimentu). 
- Adam Mikołaj Sieniawski (wojewoda bełski, hetman wielki koronny 30 kwietnia 1706; zm. 18 lutego 1726)
- Józef Potocki (9 listopada 1735 zm. 7 maja 1751)
- Jan Klemens Branicki (5 czerwca 1752 zm. 9 października 1771)
- Wacław Rzewuski (9 kwietnia 1773 do 16 lutego 1774)
- Franciszek Ksawery Branicki (8 lutego 1774)

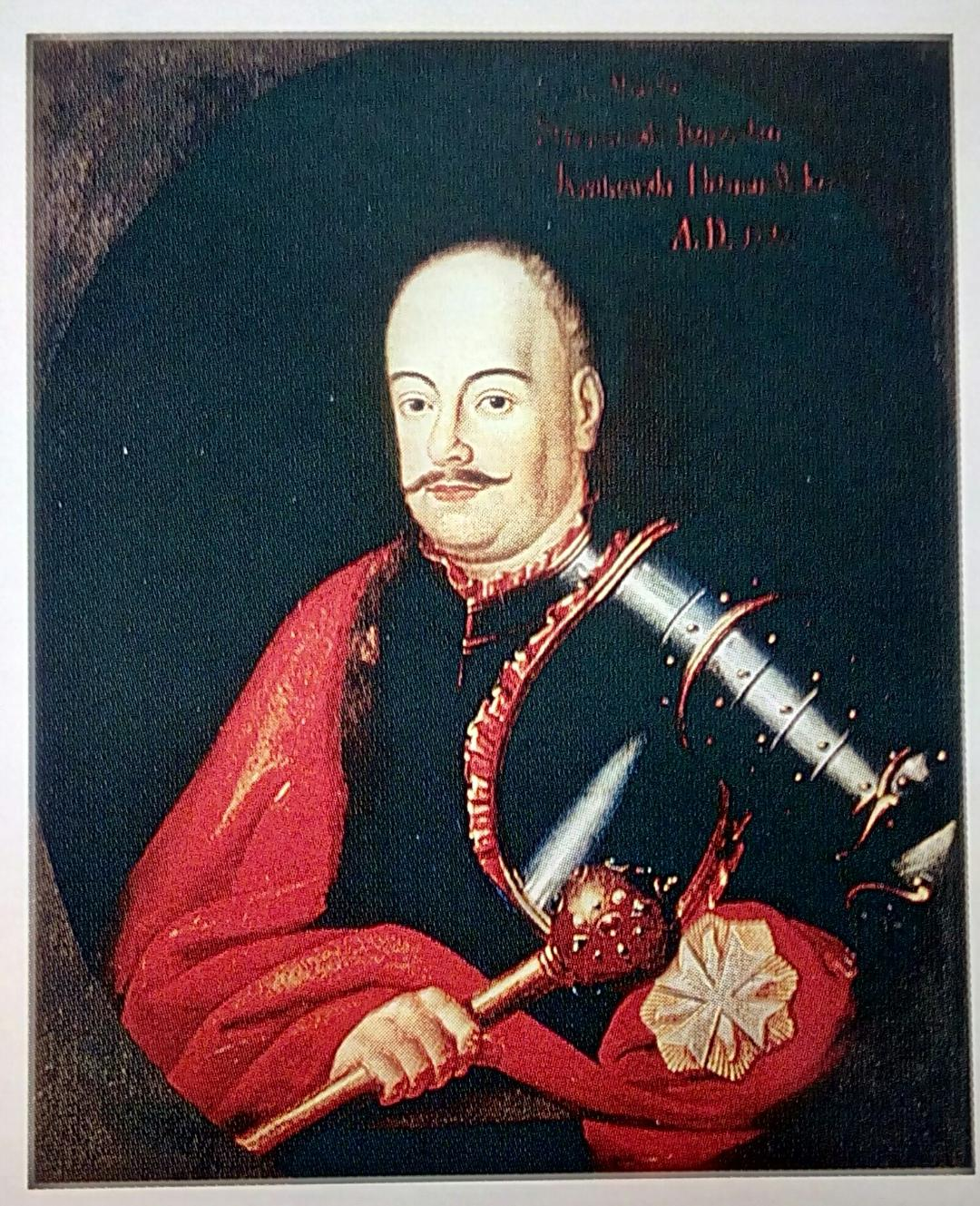
Adam Sieniawski
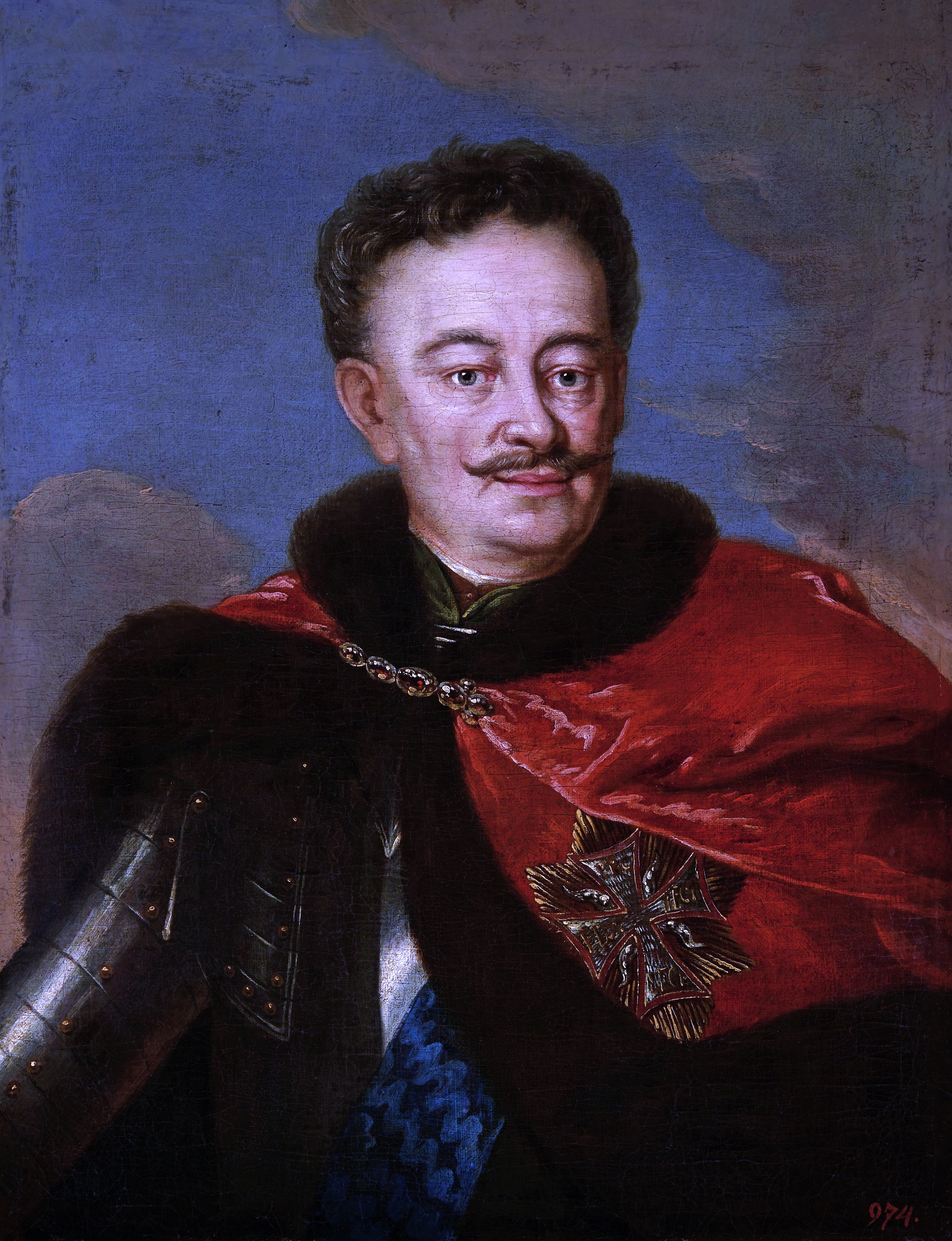
Józef Potocki
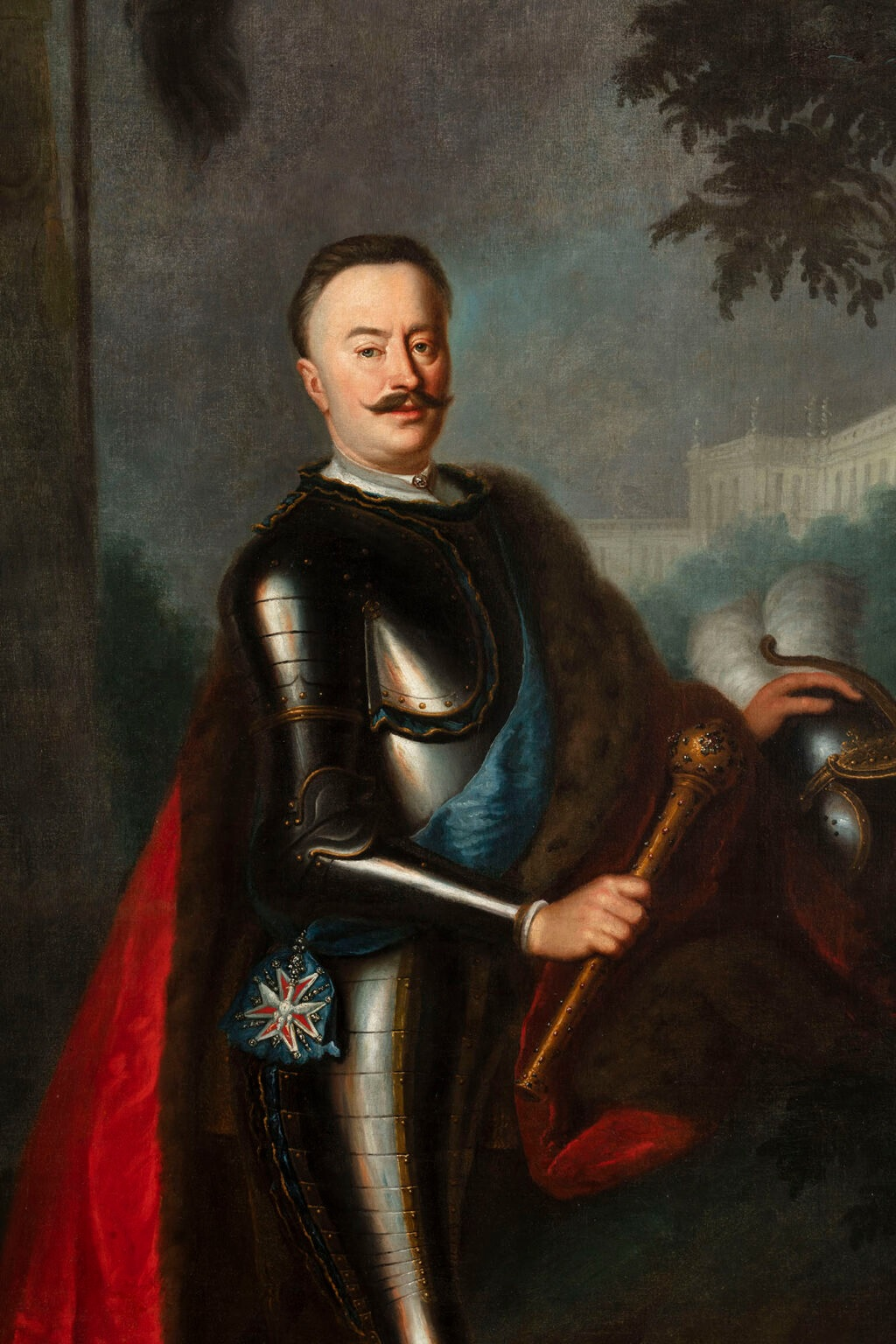
Jan Branicki
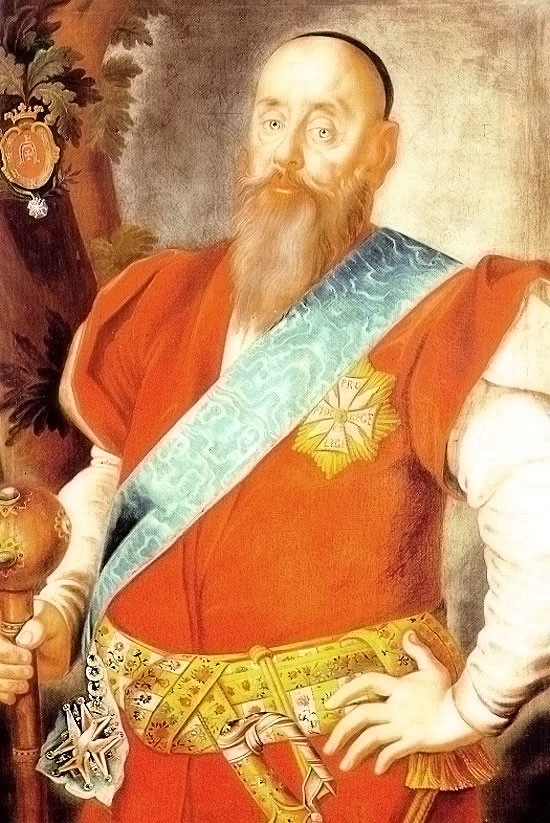
Wacław Rzewuski
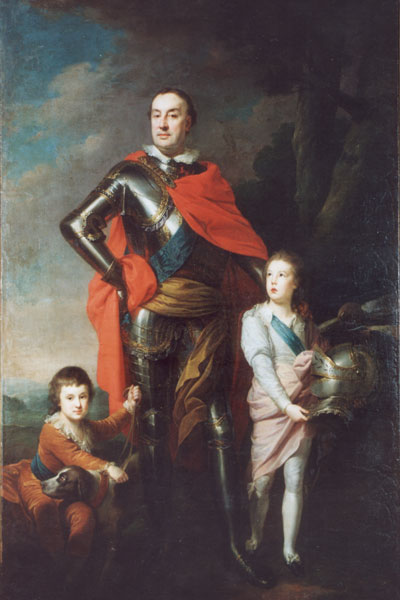
Franciszek Branicki

Pułkownicy
- gen. mjr Wilga (1738)
- gen. mjr Antoni Granowski (1754-1779)[b]
- Stanisław Łętowski (zm. 1784)[c]
- Franciszek Puget (8 kwietnia 1784)[d]
- Karol Zawojski/Karol Malczewski (1780 - 1787)[e]
- Józef Zajączek (1787-1792)

## Hierarchia regimentu
1. regiment arkebuzjerów hetmana wielkiego koronnego Adama Mikołaja Sieniawskiego (-1717) → regiment dragonii Buławy Wielkiej Koronnej (1717-1789) → pułk 2 przedniej straży Buławy Wielkiej Koronnej (1789-1793) ↘  żytomierski pułk lekkokonny